# 国際連合安全保障理事会決議2401
国際連合安全保障理事会決議2401（こくさいれんごうあんぜんほしょうりじかいけつぎ2401、英: United Nations Security Council Resolution 2401）は、2018年2月24日に国際連合安全保障理事会で採択された決議である。シリア内戦に関係する。
安保理は、シリア全域において30日間の停戦を要求したが、ISILやアルカーイダ、アル＝ヌスラ戦線とその同盟組織、そして安保理が指定したその他のテロ組織に対する軍事作戦には適用されないとしている。
クルド人民防衛隊は、決議2401を受け入れ、実行すると発言したが、Syrian Arab News Agencyによれば、トルコ軍がエフリン地区で戦闘を継続し、決議2401の採択後も攻撃し続けていたという。
フランスのエマニュエル・マクロン大統領は、トルコのレジェップ・タイイップ・エルドアン大統領と電話で会談し、シリアにおける停戦はエフリン地区にも適用されるとの見解を示した。アメリカ合衆国国務省のヘザー・ナウアート報道官は「停戦の適用外とされる組織を正確に名指ししたことにより、ここでの決議が明確なものになっている」と発言した 。トルコのBekir Bozdağ副首相はアメリカに対してダブルスタンダードであると非難した。